# Linda Lovelace
Linda Lovelace, egentligen Linda Susan Marchiano, född Boreman den 10 januari 1949 i Bronx i New York, död 22 april 2002 i Denver i Colorado, var en amerikansk porrskådespelerska och senare aktiv feminist. Under senare delen av sitt liv arbetade hon mot pornografin, som hon menade påverkat både hennes och andras liv mycket negativt.

## Porrskådespelare
Under första hälften av 1970-talet grundlade Linda Lovelace sitt rykte som en av världens mest kända porraktriser. Hon är mest känd för filmen Långt ner i halsen från 1972. Åren 1973–1974, då Linda Lovelace nakenposerade för de välkända magasinen Playboy, Bachelor och Esquire, publicerade hon också sin syn på porrbranschen och sitt eget agerande i de två vulgärt förhärligande böckerna "Inside Linda Lovelace" och "The Intimate Diary of Linda Lovelace".

## Feminist
År 1980 gjorde Linda Lovelace i och med självbiografin Skärseld (Ordeal) halt i sin självdestruktiva karriär och återskapade sig själv, denna gång som feminist. I boken berättar Lovelace om sitt liv och om hur hon under flera års tid blev misshandlad, våldtagen, torterad, tvingad till prostitution och att spela in pornografiska filmer.
Efter 1980 arbetade Linda Lovelace mot porrindustrin som hon menade utnyttjade och skadade aktörerna. Hon omkom i en bilolycka i april 2002.
En biografisk film om Lovelaces liv med Courtney Love i titelrollen inspelades till mer än hälften 2005–2006. Projektet slutfördes dock inte.  Under 2013 spelades det in en ny version kallad Lovelace i regi av Rob Epstein och Jeffrey Friedman med Amanda Seyfried i huvudrollen. Filmen hade premiär 29 november 2013.

## Filmografi
- 1969 – Dog Fucker
- 1972 – Långt ner i halsen
- 1974 – Långt ner i halsen II
- 1975 – Exotic French Fantasies
- 1975 – Sexual Ecstasy of the Macumba
- 1975 – Linda Lovelace for President

### Efter porrkarriären
- 1981 – Lovelace, Linda; McGrady Mike (på engelska). Ordeal (1. British ed.). London: W.H. Allen. Libris 9896427. ISBN 0-491-02903-9
  -  Skärseld: en självbiografi. Översättning: Öhrström Kerstin. Stockholm: Askelin & Hägglund. 1981. Libris 7657728. ISBN 91-7684-002-6
  -  Inferno: en självbiografi. Översättning: Törngren Kerstin. Göteborg: Nona. 2011. Libris 12089131. ISBN 9789197879132
- 1986 – Lovelace, Linda; McGrady Mike (på engelska). Out of bondage. Secaucus, N.J.: L. Stuart. Libris 5766150. ISBN 0-8184-0386-1